# Ottenwälder Ottenwälder
Ottenwälder und Ottenwälder
Ottenwälder und Ottenwälder (Eigenschreibweise OUNDO) ist eine deutsche Designagentur für Industrie- und Interaktionsdesign mit Sitz in Schwäbisch Gmünd (Baden-Württemberg). Sie wurde 1991 von Petra Kurz-Ottenwälder und Max Ottenwälder gegründet und entwirft seither Produkte, Maschinen, Anlagen und deren Bedienoberflächen für verschiedene Branchen weltweit. Die Agentur legt besonderen Wert auf nachhaltiges, langlebiges Design und ist seit 2021 nicht nur klimaneutral, sondern klimapositiv tätig. Ihre Arbeiten wurden mit über 160 internationalen Designpreisen ausgezeichnet.
Geschichte
Die Designagentur Ottenwälder und Ottenwälder wurde 1991 von Petra Kurz-Ottenwälder und Max Ottenwälder in Schwäbisch Gmünd gegründet. Seit der Gründung wird das Unternehmen von den beiden Designern als geschäftsführende Inhaber geleitet. Die Agentur ist auch unter der Kurzbezeichnung OUNDO bekannt. Heute zählt das Team, bestehend aus Industrie-, Produkt-, Interface-DesignerInnen und einem Architekten, etwa zehn Mitarbeitern.
Song „Geschmacklos gaut o“
Im Rahmen des 32-jährigen Jubiläums wurde der Song „Geschmacklos gaut o“ („Geschmacklos geht auch“) komponiert und veröffentlicht. Der Song entstand in Zusammenarbeit mit dem österreichischen Singer-Songwriter Philipp Lingg sowie dem Wiener Sounddesigner Christoph Mateka und wurde als ein provokantes, selbstironisches und unverwechselbares Statement der Agentur gestaltet.
Die Premiere fand im Rahmen der Jubiläumsfeier am 21. April 2023 in der Wissenswerkstatt „Eule“ in Schwäbisch Gmünd statt. Dort wurde der Song als besonderes Geschenk und audiovisuelles Highlight vorgestellt, begleitet von einem Musikvideo, das in Zusammenarbeit mit anaconda film GbR produziert wurde.
Der Song wurde mit zwei Red Dot Design Awards in den Kategorien Brands and Communication sowie Sounddesign ausgezeichnet. Im Red Dot Jahrbuch wird das Projekt als „eine herausragende kreative Initiative" unter dem Titel "OUNDO – Geschmacklos gaut o (tasteless is possible)“ dokumentiert.
Arbeitsfelder und Kundinnen
Ottenwälder und Ottenwälder ist multidisziplinär ausgerichtet, entwickelt Industrie-, Produkt- und Interface Design für industrielle Anwendungen und den Maschinenbau, gestaltet auch für den B2C-Bereich. Die Agentur entwickelt markenspezifische, funktionale und ästhetisch hochwertige Gestaltungslösungen, von der Formgebung des Produkts über die Benutzeroberfläche bis zur Produktgrafik. Ihr Tätigkeitsspektrum umfasst Konsum- und Investitionsgüter aus unterschiedlichsten Bereichen: Die Bandbreite der entworfenen Produkte reicht von Leuchten sowie elektrischen und elektronischen Geräten bis hin zu komplexen Anlagen für die Medizin- und Verpackungstechnik.
Bisher hat die Agentur für über 100 Kundinnen und Kunden weltweit gearbeitet; zu den Auftraggebern zählen namhafte Unternehmen wie AEG, Siemens, Schaeffler, Buderus oder ARAL/BP sowie regional bekannte Firmen wie MAPAL, Gerhard Schubert oder Heripack.
Referenzen:
- VERMOP GmbH – Equipe (Reinigungswagen)
- Murrelektronik GmbH – MICO Pro (Stromüberwachungssystem)
- Gerhard Schubert GmbH – Uni 6 (Verpackungsmaschine), GUI TLM (Bedienoberfläche),
- Schubert Additive Solutions GmbH – Partbox (3D-Druck-Plattform & Druckstation)
- Buderus GmbH (Bosch Gruppe) – Logamatic (Heizungssteuerung)
- HOBART GmbH – Premax (Hauben- & Untertischspülmaschinen)
- MAPAL Dr. Kress KG – UNIQ (Hydrodehnspannfutter)
- Siemens AG – CONTOUCH (Smart-Home-Bedieneinheit)
- Schubert System Elektronik GmbH – GS.GATE (Industrial Gateway), PRIME CUBE – (Industrielle Computertechnik)
- BLEICHERT Automation GmbH & Co. KG – PALETTINO (Fahrerloses Transportsystem)
- Aral / Deutsche BP – Power Performer (Zapfpistole)
- Ospa Apparatebau Pauser KG – MySwim (Gegenstromanlage)
- uwe JetStream GmbH – Fluxus (Gegenstromanlage)
- Erlus AG – Studio Line (Dachziegelserie)
- Bauscher AG – Options, Emotion/Enjoy (Hotelporzellan)
- verlag moderne industrie GmbH – Innovationspreis der Deutschen Industrie (Trophäe)
- Schempp-Hirth – Arcus (Segelflugzeug-Cockpit)
- Electropeyk GmbH – Renda (Video-Türstation)
- Georg Schlegel GmbH & Co. KG – Proboxx (Gehäusesystem für Steuerungen)
- Schaeffler Technologies AG & Co. KG Vertikalschleifmaschine
- LIBREO GmbH – LIBREO ONE (E-Ladestation)

Designphilosophie und Nachhaltigkeit
Mit der Philosophie: „Nur ein nicht produziertes Produkt ist ein nachhaltiges Produkt“ gestaltet Ottenwälder und Ottenwälder sinn- und wertvolle Produkte und orientiert sich dabei an einem Designansatz, der Funktionalität, zeitlose Ästhetik und lange Nutzungsdauer vereint. Das Design der Produkte soll dafür sorgen, dass sie auch nach Jahren noch aktuell sind und genutzt werden, statt kurzlebigen Trends zu folgen. Die Agentur betrachtet Nachhaltigkeit ganzheitlich: Bereits im Entwurfsprozess werden Faktoren wie Materialwahl, Energieeffizienz, Reparierbarkeit und Recyclingfähigkeit berücksichtigt.
Laut Bundesumweltministerium sind bis zu 80 % der Umweltauswirkungen eines Produkts durch dessen Design bestimmt.
Neben dem ökologisch orientierten Produktdesign engagiert sich Ottenwälder und Ottenwälder auch im eigenen Unternehmen für Klimaschutz. Klimaschützende Maßnahmen im Betriebsalltag, etwa Energieeinsparung, Nutzung von Ökostrom und lokale Beschaffung, werden konsequent umgesetzt. Seit 2021 ist die Designagentur offiziell klimaneutral und sogar klimapositiv, d. h. sie kompensiert mehr CO₂-Emissionen als sie verursacht. Damit zählt Ottenwälder und Ottenwälder zu den ersten vollständig klimapositiven Unternehmen der Kreativbranche.

Auszeichnungen
Die Arbeiten von Ottenwälder und Ottenwälder sind vielfach preisgekrönt: Insgesamt wurden 165 internationale Design Awards gewonnen. Zu den bedeutendsten Auszeichnungen gehören der Red Dot Design Award sowie der German Design Award, außerdem zahlreiche iF Design Awards und Good Design Awards des Chicago Athenaeum. Auch beim vom Design Center Baden-Württemberg ausgerichteten Wettbewerb Focus Open (Internationaler Designpreis Baden-Württemberg) wurde die Agentur mehrfach geehrt.
Im Jahr 2024 erhielt Ottenwälder und Ottenwälder zudem erstmals den Green Good Design Award für nachhaltiges Design. Ausgezeichnet wurde das von der Agentur gestaltete Hydrodehn-Spannfutter „Uniq“ des Werkzeugherstellers Mapal.

Auswahl Designawards: 
Adonis (Pflanzenübertopf, WIBO Kunststofftechnik GmbH)
- red dot Design Award – Best of the Best
- Graphis Design Annual

UNIQ (Hydrodehnspannfutter, MAPAL Dr. Kress KG)
- iF Product Design Award
- Good Design Award
- Green Good Design Award

MultiAction (Zahnbürste, Jordan AS)
- red dot Design Award
- Merket for God Design (Norwegen)

Logamatic (Raumsteuerung, Buderus GmbH)
- Red Dot Design Award
- iF Product Design Award
- Designaward BRD – Nominierung
- DESIGN PLUS

Prime Cube (Embedded HMI / Panel‑Box-PC, Schubert System Elektronik GmbH)
- GOOD DESIGN AWARD

HVR‑500 (Volumenreduzierer, Heripack Verpackungsmaschinen GmbH & Co. KG)
- GOOD DESIGN AWARD
- iF Product Design Award

Contouch (Steuerelement, Siemens AG)
- Red Dot Best of the Best
- iF Product Design Award
- Designpreis BRD – Nominierung
- Design Plus

Proboxx (Gehäuse, Georg Schlegel GmbH & Co. KG)
- Red Dot Design Award
- Good Design Award
- Focus Open Special Mention
- German Design Award Special Mention

GLANCE (Leuchte, Oligo Lichttechnik GmbH)
- iF Product Design Award
- Focus Open Silver
- Lighting Design Award
- Interior Innovation Award
- Leuchte des Jahres

Protonic (Bedienerführung, Hobart GmbH)
- German Design Award
- Red Dot Design Award
- iF Product Design Award

Premax FTPI (Bandspülmaschine, Hobart GmbH)
- German Design Award
- Red Dot Design Award
- iF Product Design Award ----

1. 1 2  Katharina Feuer: Ottenwälder und Ottenwälder. In: md-mag. 18. August 2022, abgerufen am 18. August 2025.
2. 1 2  OUNDO – Ottenwälder und Ottenwälder. Abgerufen am 18. August 2025.
3. 1 2  Designstudio Ottenwälder und Ottenwälder: Design als Wertschöpfung. Abgerufen am 18. August 2025 (deutsch).
4. 1 2 3 4  Design Center Baden-Württemberg>> RethinkDesign Ottenwälder u. Ottenwälder. Abgerufen am 18. August 2025.
5. 1 2 3  158. Auszeichnung für Ottenwälder und Ottenwälder. 9. Januar 2023, abgerufen am 18. August 2025.
6. ↑  IHK - Magazin. In: IHK Ostwürttemberg. (ihk.de [abgerufen am 18. August 2025]).
7. 1 2 3  Designagentur Ottenwälder und Ottenwälder - Packaging Valley. Abgerufen am 18. August 2025 (englisch).
8. 1 2 3 4  Ottenwälder und Ottenwälder: Ottenwälder und Ottenwälder: Preis für nachhaltiges Design. 9. August 2024, abgerufen am 18. August 2025.
9. 1 2  Ottenwälder und Ottenwälder: Ottenwälder und Ottenwälder: Preis für nachhaltiges Design. 9. August 2024, abgerufen am 18. August 2025.
10. 1 2  The magical world of colour from Schubert | Schubert Group. Abgerufen am 18. August 2025 (englisch).
11. ↑  Katharina Feuer: Ottenwälder und Ottenwälder. In: md-mag. 18. August 2022, abgerufen am 18. August 2025.
12. ↑  Katharina Feuer: Ottenwälder und Ottenwälder. In: md-mag. 18. August 2022, abgerufen am 18. August 2025.
13. ↑  Designstudio Ottenwälder und Ottenwälder: Design als Wertschöpfung. Abgerufen am 18. August 2025 (deutsch).
14. ↑  Umweltbundesamt. Abgerufen am 18. August 2025.
15. 1 2  158. Auszeichnung für Ottenwälder und Ottenwälder. 9. Januar 2023, abgerufen am 18. August 2025.
16. ↑  The magical world of colour from Schubert | Schubert Group. Abgerufen am 18. August 2025 (englisch).
17. ↑  Ottenwälder und Ottenwälder: Ottenwälder und Ottenwälder: Preis für nachhaltiges Design. 9. August 2024, abgerufen am 18. August 2025.
18. ↑  Ottenwälder und Ottenwälder: Ottenwälder und Ottenwälder: Preis für nachhaltiges Design. 9. August 2024, abgerufen am 18. August 2025.